# نيكلاس نيلسن
نيكلاس نيلسن (بالدنماركية: Nicklas Nielsen)‏ هو سائق سباق دنماركي، ولد في 6 فبراير 1997 في آرهوس في الدنمارك.

## روابط خارجية
- نيكلاس نيلسن على موقع DriverDB.com (الإنجليزية)